# Rietveld-Methode
Die Rietveld-Methode ist ein Rechenverfahren, das 1966 vom niederländischen Physiker Hugo Rietveld (1932–2016) zur Kristallstrukturanalyse polykristalliner Proben entwickelt wurde, ursprünglich mittels Neutronenstrahlung analog zum Debye-Scherrer-Verfahren. Seit 1977 wird sie auch für Untersuchungen mit Röntgenstrahlung verwendet.
Seit Mitte der 1970er Jahre wird die Rietveld-Methode auch zur quantitativen Phasenanalyse eingesetzt, also zur quantitativen Bestimmung der kristallinen Komponenten über das gesamte Beugungsdiagramm einer pulverförmigen Probe.

## Prinzip

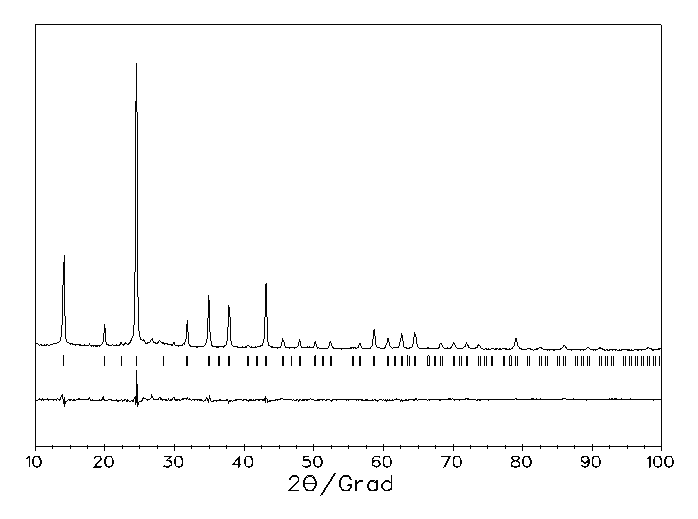
Beispiel für eine Rietveldverfeinerung. Obere Kurve: gemessenes Röntgenbeugungsdiagramm, untere Kurve: Differenz zu den berechneten Werten, dazwischen: berechnete Reflexlagen, die sich aus der Bragg-Gleichung ergeben

Das Röntgenbeugungs-Diagramm (auch XRD-Diagramm oder Diffraktogramm) einer polykristallinen Substanz wird als mathematische Funktion des Beugungswinkels angesehen, die auch von strukturellen Parametern abhängt. Diese sind durch die räumliche Anordnung der Atome gegeben, also durch die Kristallstruktur.
Ausgehend von einem Anfangsmodell der Kristallstruktur für jede Phase in einer Verbindung, werden diese strukturellen und zusätzlich instrumentelle Parameter immer weiter verfeinert. Mathematisch wird hierbei meist die Methode der kleinsten Quadrate angewendet. Diese Verfeinerungsschritte wiederholt man so lange, bis im Idealfall zwischen dem berechneten und dem gefundenen XRD-Diagramm keine Unterschiede mehr bestehen. In der Praxis lässt sich dieser Fall aber kaum erreichen.
Im Gegensatz zu anderen Profilanpassungsverfahren wird mit der Rietveld-Methode das gesamte Beugungsdiagramm nachgebildet (WPPF, Whole Powder Pattern Fit).
Nach Young bietet die Analyse des gesamten Beugungsdiagramm folgende Vorteile:
- Die Kalibrierungskonstanten können aus Literaturdaten berechnet werden
- Alle Beugungsreflexe werden in die Auswertung eingeschlossen, unter Berücksichtigung von Überlappungen
- Der Untergrund wird besser definiert, da eine kontinuierliche Funktion an das gesamte Beugungsdiagramm angefittet wird
- Der Einfluss bevorzugter Orientierungen (Textur) und der Extinktion wird durch die Berücksichtigung aller Reflextypen verringert bzw. entsprechende Parameter werden verfeinert
- Die Kristallstruktur und Beugungsprofil-Parameter können als Teil der gleichen Analyse verfeinert werden